# Воины-интернационалисты

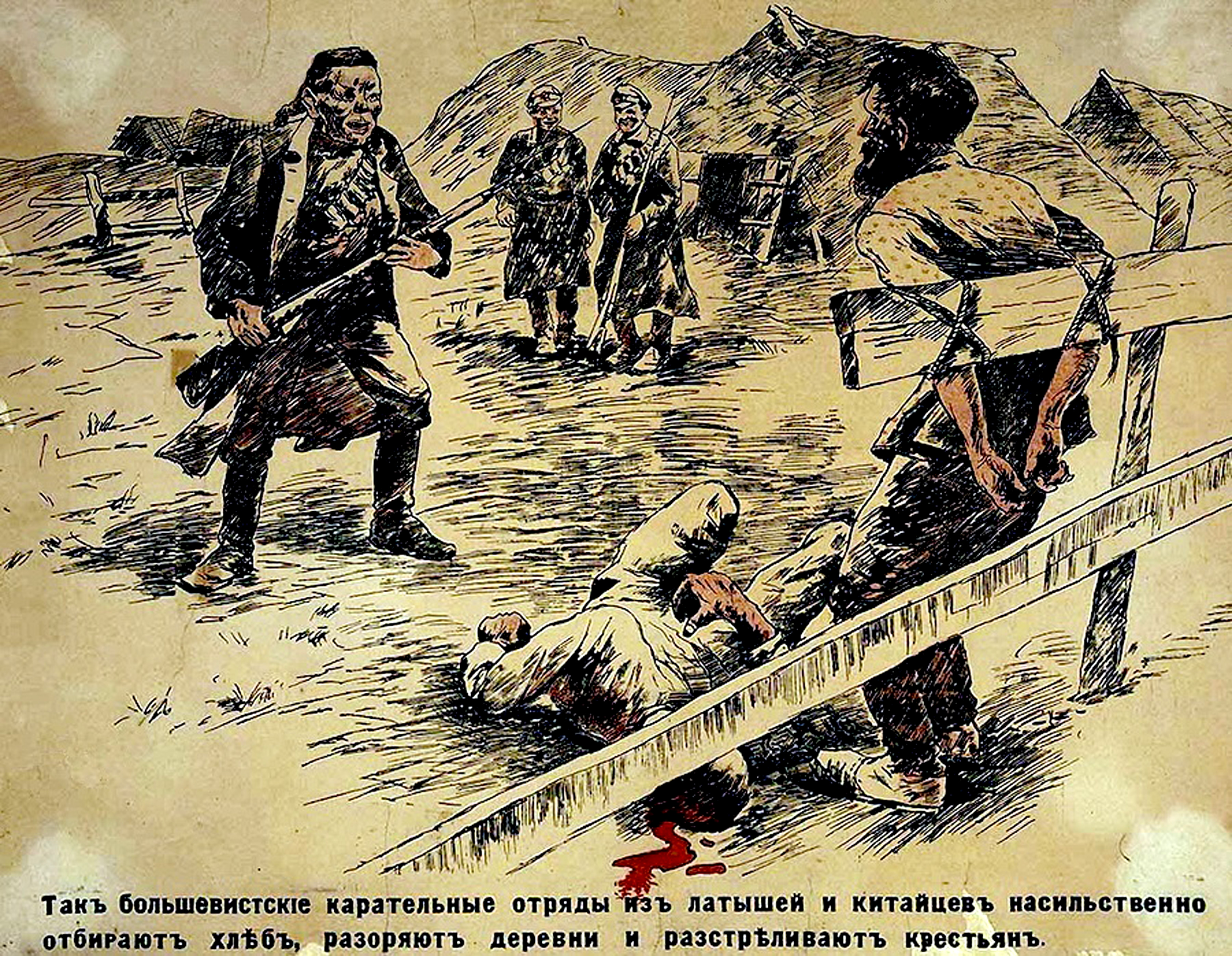
Белогвардейский плакат о воинах-интернационалистах — китайцах и латышах

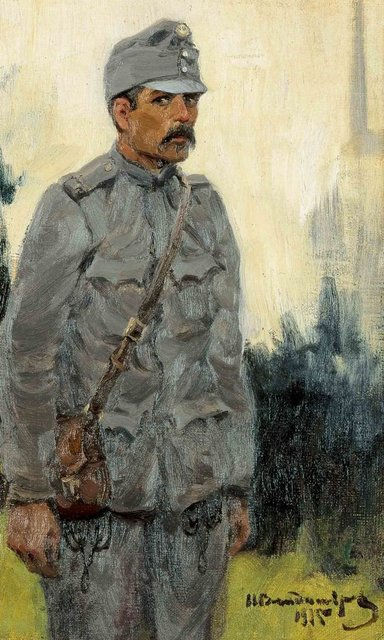
«Пленный мадяр». Картина Ивана Владимирова

«Во́ины-интернационали́сты» — исходно так советская пропаганда и историография именовала иностранных наёмников, преимущественно из числа бывших пленных Первой мировой войны (немецких, австро-венгерских), а также из числа маньчжур и китайцев, участвовавших в гражданской войне в России на стороне красных — в Красной гвардии и Красной армии. Из-за языкового барьера, низкой полевой выучки и поколебавшейся за время пребывания в российском плену воинской дисциплины этим интернациональным формированиям поручались, как правило, наиболее примитивные военные функции — карательно-заградительные, сдерживание бегства красноармейских частей из зоны боевых действий, подавление крестьянских восстаний, проведение продразвёрстки, конвойно-дозорные мероприятия, служба при штабе для различных поручений, личная охрана старшего и высшего начсостава и т. п. Подчинялись «воины-интернационалисты» не командирам частей, а комиссарам (см. Заградительные отряды в период становления советской власти). По подсчётам Александра Шубина, в разное время в период гражданской войны в Красной армии воевало до 300 тысяч «воинов-интернационалистов». В годы развитого социализма, после начала широкомасштабного военно-технического сотрудничества СССР со странами третьего мира, так стали именовать уже кадровых военнослужащих, сотрудников органов внутренних дел и госбезопасности из СССР, а также командированных из социалистических государств, добровольно или по долгу службы принимавших участие в вооружённых конфликтах на территории иностранных государств на стороне политических режимов и движений, рассматривавшихся правительством СССР как «прогрессивные», «антиимпериалистические», «антифеодальные», «коммунистические», «народно-освободительные». Проводившие свой собственный курс внешней политики, независимый по отношению к советскому, КНР и СФРЮ тоже имели контингенты своих военных советников за рубежом численностью не менее советских и нередко в тех же странах, где несли службу советские «воины-интернационалисты», при этом советская печать никогда не именовала их «воинами-интернационалистами» и замалчивала сам факт их существования. Немецкий военный контингент в Испании (легион «Кондор» и др. военные части), воевавший на стороне местных правых, также именовался рейхспропагандой «воинами-интернационалистами».

## «Воины-интернационалисты» периода становления советской власти

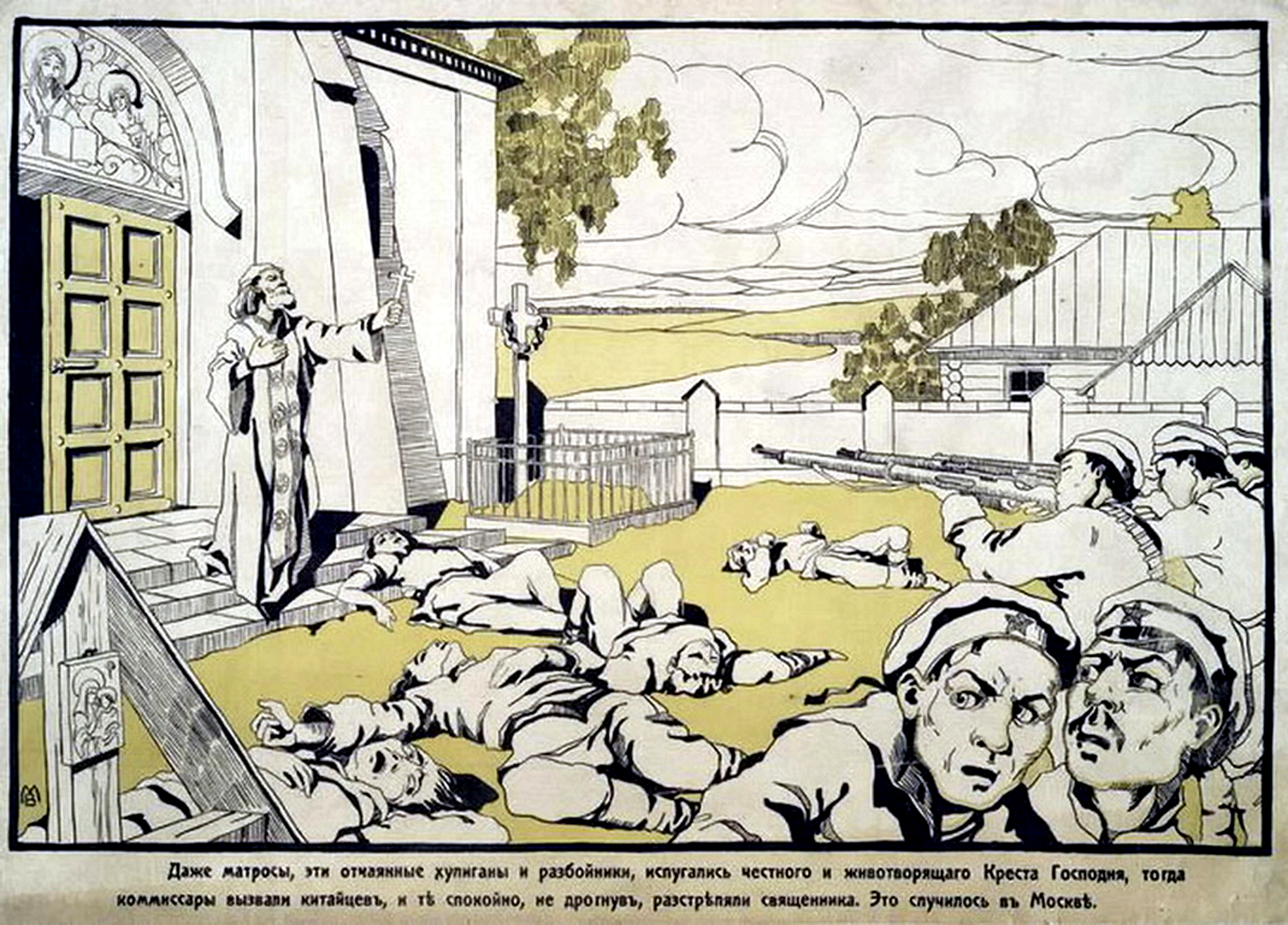
Китайские ЧОНовцы прибыли со спецзаданием, с которым не справились русские революционные матросы — прекратить проповедь священника. Белогвардейский плакат

«Воины-интернационалисты» в начальный период становления советской власти выполняли функции телохранителей советских вождей и охраны правительственных объектов, — об этом рассказал бывший латышский охранник Ленина в Смольном А. Лайценс, отряд которого в Смольном исходно насчитывал 250, а вскоре уже 300 латышей, — латыши охраняли в Смольном Ленина и его подручных, охраняли и конвоировали арестованную по их приказу «контру» осуществляли расстрелы, которые советская власть не решалась доверить русским — революционным матросам и красногвардейцам. Для руководства латышскими стрелками был создан «Исполнительный Комитет латышских стрелков» (сокращённо — Исколастрел). К началу 1918 количество латышей охранявших Смольный выросло до тысячи. Венгры охраняли Чапаева — его всюду неотступно сопровождали двое или четверо венгров (а не Петька, как это показано в фильме «Чапаев»), потому что комиссар не доверял выполнение этой задачи русским (венгры отличались хорошей дисциплиной и первоклассной подготовкой). Они же впоследствии и похоронили умершего Чапаева в прибрежных песках Урала. Чапаевская дивизия была одним из первых военных соединений на Восточном фронте РККА, при котором «для повышения наступательного порыва» были созданы заградотряды из бывших военнопленных — австро-венгров, латышей, мадьяр, китайцев, и прочих «воинов-интернационалистов». Разумеется, после гражданской войны о роли «воинов-интернационалистов» в «укреплении Красной армии» в советской печати умалчивалось, информация об этом не разглашалась до середины 1990-х гг. В ходе подавления Тамбовского восстания, с ведома Тухачевского на Кронштадтской площади в центре Тамбова был создан концлагерь с интернациональной охраной, — китайцы, латыши, — в лагере содержались матери с грудными младенцами. По приказу Тухачевского дети отнимались у матерей и быстро умирали без молока.
При этом, «латышскими стрелками» без разбора называли любых иностранцев — бывших военнопленных и разнообразных элементов нерусского происхождения, в большинстве своём не владевших русским языком, в составе Красной гвардии и Красной армии, — выбор пал на латышей, поскольку многие из них так же не говорили по-русски, но при этом до революции являлись российскоподанными. Аналогичным образом военнопленных турок в составе большевистских отрядов выдавали за «кавказцев», «революционных горцев Кавказа», а китайцев — за «башкир», «бурят» или «якутов».
Кроме того, в отличие от принудительно мобилизованных красноармейцев, труд которых либо вообще не оплачивался, либо оплачивался в местных советских рублях, совзнаках, карточках, талонах и прочих ничем не обеспеченных денежных суррогатах, «воинам-интернационалистам», вдобавок к размародёренному ими народному добру, советская власть платила исправно царским золотым рублём из дореволюционных запасов и экспроприированным золотом (Подробнее см. «Всё для фронта! Всё для победы!»).
„Дорогая Софья Павловна. Меня похитили хунхузы. Сижу в яме. Почти не кормят. Бьют. Умоляю, помогите“.
«Воины-интернационалисты» совершали разбойничьи нападения на поезда и пароходы, а также брали встреченных ими зажиточных жителей в заложники с целью вымогательства у их родственников выкупа. Кроме того, подобно татарским набегам царского времени, «воины-интернационалисты» уводили с собой «в полон» захваченных русских невольников, в том числе детей, которых позже перепродавали у себя на родине в рабство, а девочек — в наложницы. Привыкнувшие ко вседозволенности во время гражданской войны, хунхузы из числа «воинов-интернационалистов» на Дальнем Востоке и в Маньчжурии продолжали такие разбойничьи налёты до 1930-х гг.

## «Воины-интернационалисты» в хрущёвско-брежневский период

Знак «Воин-интернационалист СССР»

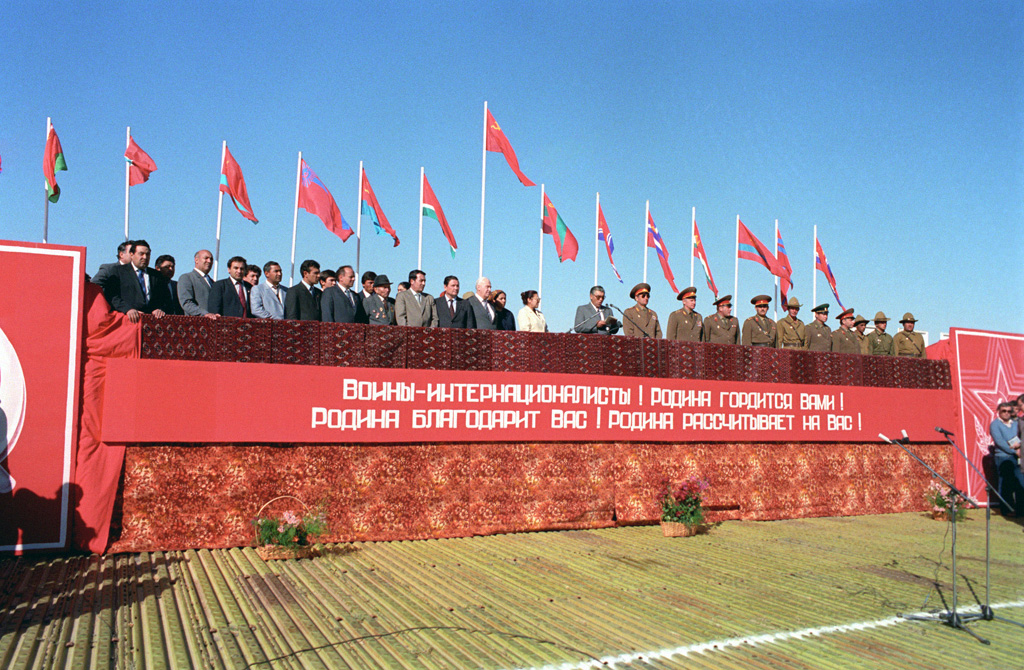
Возвращение советских воинов-интернационалистов из Демократической Республики Афганистан, Кушка, СССР, 18 октября 1986 года, фото Юрий Сомов.

Военная помощь «прогрессивным» режимам оказывалась в форме поставок вооружений, направления военных советников и инструкторов для обеспечения военного строительства и обучения военных кадров, непосредственного обслуживания сложной военной техники (систем ПВО, радиотехнических комплексов), организации воздушного прикрытия и морской блокады районов военных действий.
Непосредственное участие в такой деятельности рассматривалось как выполнение «интернационального долга», оказание «братской помощи» народам, борющимся против империализма и колониализма, за национальное освобождение.
Во время Гражданской войны воинами-интернационалистами называли иностранных граждан, участвовавших в Гражданской войне на стороне Советской России. В годы Афганской войны (1979—1989) так называли советских военнослужащих в Афганистане.
Участие советских военнослужащих в вооружённых конфликтах за пределами СССР признавалось советским руководством крайне редко; военные советники, политические работники, лётчики и танкисты, участвовавшие в гражданских войнах на территории Испании и Китая, действовали под чужими именами. Открыто говорилось лишь о гуманитарной помощи СССР одной из сторон конфликта.
В российском законодательстве советские воины-интернационалисты включены в категорию ветеранов боевых действий, к которым, в частности, относятся:
- военнослужащие и сотрудники органов внутренних дел, органов государственной безопасности, учреждений и органов уголовно-исполнительной системы, направленные в другие государства органами государственной власти СССР и принимавшие участие в боевых действиях при исполнении служебных обязанностей в этих государствах;
- военнослужащие автомобильных батальонов, направлявшиеся в Афганистан в период ведения там боевых действий для доставки грузов.

## Перечень вооружённых конфликтов, за участие в которых присваивался статус «воина-интернационалиста»
Перечень вооружённых конфликтов, в которых принимали участие советские «воины-интернационалисты» определён законодательно. Статус «воина-интернационалиста» присваивался за службу в советских военных контингентах в следующих странах в строго определённый период времени:
- Корея
  - 1950—1953 годы: война между северным (КНДР) и южным (Республика Корея) корейскими государствами. На стороне северян воевали советские лётчики.
- Венгрия:
  - 1956 год — подавление венгерского восстания
- Алжир:
  - 1962—1964 годы
- Египет:
  - октябрь 1962 года — март 1963 года;
  - июнь 1967 года;
  - 1968 год;
  - март 1969 года — июль 1972 года;
  - октябрь 1973 года — март 1974 года;
  - июнь 1974 года — февраль 1975 года (личный состав тральщиков Черноморского и Тихоокеанского флотов, участвовавших в разминировании зоны Суэцкого канала)
- Йеменская Арабская Республика:
  - октябрь 1962 года — март 1963 года;
  - ноябрь 1967 года — декабрь 1969 года
- Вьетнам:
  - январь 1961 года — декабрь 1974 года, в том числе личный состав разведывательных кораблей Тихоокеанского флота, решавших задачи боевой службы в Южно-Китайском море
- Сирия:
  - июнь 1967 года;
  - март — июль 1970 года;
  - сентябрь — ноябрь 1972 года;
  - октябрь 1973 года
- Ангола:
  - ноябрь 1975 года — ноябрь 1992 года
- Мозамбик:
  - 1967—1969 годы;
  - ноябрь 1975 года — ноябрь 1979 года;
  - март 1984 года — август 1988 года
- Эфиопия:
  - декабрь 1977 года — ноябрь 1990 года;
- Афганистан:
  - апрель 1978 года — 15 февраля 1989 года
- Камбоджа:
  - апрель — декабрь 1970 года
- Бангладеш:
  - 1972—1973 годы (личный состав кораблей и вспомогательных судов Военно-Морского Флота СССР)
- Лаос:
  - январь 1960 года — декабрь 1963 года;
  - август 1964 года — ноябрь 1968 года;
  - ноябрь 1969 года — декабрь 1970 года
- Сирия и Ливан:
  - июнь 1982 года